# Christoval
Christoval és una concentració de població designada pel cens dels Estats Units a l'estat de Texas. Segons el cens del 2000 tenia 422 habitants.

## Demografia
Segons el cens del 2000, Christoval tenia 422 habitants, 167 habitatges, i 124 famílies. La densitat de població era de 134,7 habitants per km².
Dels 167 habitatges en un 38,3% hi vivien nens de menys de 18 anys, en un 51,5% hi vivien parelles casades, en un 19,8% dones solteres, i en un 25,7% no eren unitats familiars. En el 22,2% dels habitatges hi vivien persones soles el 7,8% de les quals corresponia a persones de 65 anys o més que vivien soles. El nombre mitjà de persones vivint en cada habitatge era de 2,53 i el nombre mitjà de persones que vivien en cada família era de 2,96.
Per edats la població es repartia de la següent manera: un 30,6% tenia menys de 18 anys, un 5,5% entre 18 i 24, un 25,1% entre 25 i 44, un 24,4% de 45 a 60 i un 14,5% 65 anys o més.
L'edat mediana era de 40 anys. Per cada 100 dones de 18 o més anys hi havia 86,6 homes.
La renda mediana per habitatge era de 26.750 $ i la renda mediana per família de 32.292 $. Els homes tenien una renda mediana de 28.750 $ mentre que les dones 24.688 $. La renda per capita de la població era de 13.257 $. Aproximadament el 12,6% de les famílies i el 18,3% de la població estaven per davall del llindar de pobresa.

## Poblacions més properes
El següent diagrama mostra les poblacions més properes.